# 南洲镇 (南县)
南洲镇，是中华人民共和国湖南省益阳市南县下辖的一个乡镇级行政单位。

## 行政区划
南洲镇下辖以下地区：
东堤尾社区、老正街社区、赤松亭社区、永安社区、东红社区、花甲湖社区、宝塔湖社区、火箭社区、新荷社区、小荷堰村、丁家城村、大郎城村、大洲村、南洲村、北洋村、白马圻村、双燕村、南山村、神童港村、八方嘴村、班嘴村、清明湖村、青鱼脑村、黄家村、荷花村、长兴桥村、张公塘村、新颜村、杨家岭村、伏美桥村、黑树山村、书院村、黑山坡村和朝阳村。